# تپه کیله
تپه کیله مربوط به عصر مس - سدهٔ ۸–۶ ه.ق است و در شهرستان پیرانشهر، بخش لاجان، دهستان لاهیجان شرقی، روستای کیله واقع شده و این اثر در تاریخ ۲۵ آبان ۱۳۸۷ با شمارهٔ ثبت ۲۳۵۹۴ به‌عنوان یکی از آثار ملی ایران به ثبت رسیده است.